# Pro Wrestling (joc video NES)
Pro Wrestling (プロレス Puroresu?) este un joc video de wrestling scos originar pentru Famicom Disk System în 1986.